# Keroeides pallida
Keroeides pallida is een zachte koraalsoort uit de familie Keroeididae. De koraalsoort komt uit het geslacht Keroeides. Keroeides pallida werd in 1899 voor het eerst wetenschappelijk beschreven door Hiles. 